# Stosunki polsko-rosyjskie

Położenie Polski i Rosji

Stosunki polsko-rosyjskie – relacje między państwem polskim a państwem rosyjskim determinowane są przez spory dotyczące polityki historycznej, odmienne wizje bezpieczeństwa europejskiego, kwestie bezpieczeństwa energetycznego oraz neoimperialny charakter polityki rosyjskiej.
Według badania Pew Research Center w 2022 roku 97% ankietowanych w Polsce negatywnie postrzegało Rosję. W badaniu przeprowadzonym przez Aliance for Democracies negatywną opinię o Rosji miało 87% polskich respondentów.

## Relacje polityczne

### Pierwsze lata od 1989
4 czerwca 1989 r. miały miejsce pierwsze częściowo demokratyczne wybory w Polsce, w następstwie których powstał rząd pod przewodnictwem premiera Tadeusza Mazowieckiego. Wraz ze zmianą systemu politycznego i gospodarczego nastąpiła reorientacja kierunków polityki zagranicznej w kierunku zbliżenia się do świata zachodniego. Równocześnie rozpoczął się proces rozpadu ZSRR zakończony w 1991 roku. 10 października 1990 roku w Moskwie podczas wizyty ministra spraw zagranicznych Polski Krzysztofa Skubiszewskiego podpisano deklarację o przyjaźni i dobrosąsiedzkiej współpracy między Polską a Rosyjską Federacyjną Socjalistyczną Republiką Radziecką.
Do podstawowych czynników negatywnie wpływających na stosunki polsko-rosyjskie w tamtym czasie należały:
- załamanie się współpracy gospodarczej po przejściu w roku 1990 na dolary amerykańskie w rozliczeniach wzajemnych obrotów handlowych oraz pogrążenie się w kryzysie gospodarczym i społecznym obu państw;
- brak uznawania przez obie strony współzależności interesów;
- wspieranie przez Polskę sił „demokratycznych i niepodległościowych” w krajach poradzieckich;
- prowadzona przez Polskę od roku 1990 polityka nawiązywania współpracy z NATO i oficjalne zadeklarowanie jesienią 1992 roku dążenia do przystąpienia do sojuszu, czemu Federacja Rosyjska była przeciwna[5]
- kwestie historyczne, przede wszystkim zbrodnia katyńska
- kwestia wycofania wojsk radzieckich z Polski

W wyniku trudnych negocjacji 15 października 1991 roku parafowano porozumienie dotyczące wycofania wojsk radzieckich z Polski. Uzgodniono, że ostateczne wycofanie zakończy się do listopada 1992 roku, a pozostałych jednostek – do końca następnego roku. Porozumiano się także co do zasady tranzytu, ale zagadnień dotyczących finansowych roszczeń nie udało się rozwiązać. 22 maja 1992 roku Rosja podpisała ze stroną Polską pakiet dwustronnych umów regulujących wycofanie, tranzyt i kwestie finansowe, a także Układ o przyjaznej i dobrosąsiedzkiej współpracy. Całkowite wycofanie wojsk zakończyło się we wrześniu 1993 roku. Natomiast w kwestii roszczeń finansowych przyjęto tzw. „opcję zerową”, czyli brak rozliczenia.
24-25 sierpnia 1993 roku z wizytą w Polsce przebywał prezydent Rosji Boris Jelcyn. W trakcie tej wizyty podpisano deklarację warszawską, traktat o handlu i współpracy gospodarczej, umowę o budowie gazociągu jamalskiego przesyłającego gaz z Federacji Rosyjskiej do Europy przez terytorium Polski oraz porozumienia o współpracy w dziedzinach kultury, nauki, techniki i ochrony środowiska. Pomimo że prezydent Jelcyn wyrażał zrozumienie dla polskich aspiracji, starał się on torpedować szanse na członkostwo Polski w NATO.

### Lata 1994–1999
W tym okresie relacje dwustronne skupiały się głównie na wymianie handlowej i surowcach energetycznych. Od 1994 roku obroty handlowe pomiędzy państwami rosły. Uzgodnione zostało porozumienie o uregulowaniu wzajemnego zadłużenia. Wówczas weszła w życie również umowa o współpracy gospodarczej. 25 września 1995 roku podpisano długoterminową umowę o dostawach gazu ziemnego Polsce, a w listopadzie miało miejsce oficjalne rozpoczęcie budowy pierwszego odcinka gazociągu jamalskiego na terenie Polski.
Napięcia w stosunkach polsko-rosyjskich w tym czasie dotyczyły kwestii członkostwa Polski w NATO. Negatywnie w Rosji odebrano fakt potępienia przez Polskę interwencji Federacji Rosyjskiej w Czeczenii mającą na celu pozbawić ten kraj niepodległości.

### Lata 2000–2007

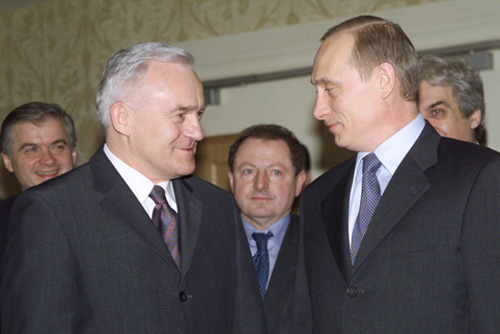
Spotkanie premiera Leszka Millera z prezydentem Rosji Władimirem Putinem, 2002

Po okresie napięć pod koniec lat 90. i początku roku 2000 (wydalenie dziewięciu dyplomatów rosyjskich, pod zarzutem szpiegostwa na rzecz Rosji) doszło do nieznacznej poprawy w stosunkach dwustronnych. Przypisuje się to nieoficjalnej wizycie prezydenta RP Aleksandra Kwaśniewskiego w Rosji w lipcu 2000 roku. W maju 2001 roku do Polski przyjechał rosyjski premier Michaił Kasjanow. Źródłem napięć były nadal kwestie historyczne. Polska domagała się zakończenia śledztwa w sprawie zbrodni katyńskiej, a także odszkodowań i zadośćuczynienia za represje z okresu stalinowskiego. Rosja natomiast uznała, że rozliczenia z historią to już zamknięty rozdział, gdy w roku 2000 uroczyście otwarto dwa polskie cmentarze wojskowe, w Katyniu i Miednoje.
Federacja Rosyjska miała nadzieję, że wraz z nowym lewicowym rządem Polski, utworzonym w październiku 2001 roku, ich wzajemne relacje ulegną poprawie. Także po stronie rosyjskiej miała miejsce zmiana, prezydent Władimir Putin nakreślił nową politykę zagraniczną względem Zachodu. Dążył do współpracy z NATO, a także po atakach terrorystycznych z 11 września 2001 roku na USA opowiedział się po stronie koalicji antyterrorystycznej. W grudniu 2001 z wizytą w Moskwie przebywał nowy premier Polski Leszek Miller, a w styczniu 2002 wizytę w Polsce złożył prezydent Rosji Władimir Putin.
Zamknięcie śledztwa w sprawie zbrodni katyńskiej przez Naczelną Prokuraturę Wojskową Federacji Rosyjskiej bez przestawienia żadnych zarzutów negatywnie wpłynęło na wzajemne relacje. Polska nie przyjęła tej decyzji i dalej domagała się uznania zbrodni katyńskich za zbrodnię przeciwko ludzkości. Kolejny zgrzyt dotyczył udział prezydenta Kwaśniewskiego podczas obchodów zakończenia II wojny światowej. Polski prezydent został ustawiony na dalszym miejscu. Sam fakt, że prezydent Kwaśniewski udał się na uroczystość był w Polsce odebrany negatywnie, a prezydenta krytykowano za to posunięcie. Jesienią 2005 władzę w Polsce przejął nowy rząd tworzony przez Prawo i Sprawiedliwość. Przyjął on „twardą politykę” wobec Moskwy. Rosja nałożyła embargo na import polskich produktów mięsnych i roślinnych. Warszawa uznała to za akt motywowany politycznie. Negatywnie na relacjach odbiło się także porozumienie rosyjsko-niemieckie o budowie gazociągu Nord Stream. Miał on omijać Polskę (naturalny kraj tranzytowy) i biec po dnie Morza Bałtyckiego. W RP media dużo pisały na ten temat. Umowa ta zachwiała jednością UE, gdy Niemcy nie wzięły pod uwagę polskiego głosu sprzeciwu. Oprócz tego miały miejsce i inne negatywne gesty po obu stronach, a Polska coraz bardziej zaostrzała politykę wobec Rosji. Gdy nie udało się uzyskać pomocy ze strony Komisji Europejskiej w sprawie rosyjskiego embarga, Polska zablokowała w listopadzie 2006 roku zatwierdzenie mandatu na negocjowanie nowego Układu o Partnerstwie i Współpracy (PCA-2).

### Lata 2007–2010

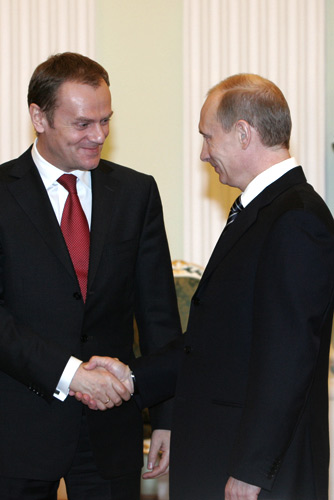
Premier Polski Donald Tusk podczas wizyty w Moskwie, 2008

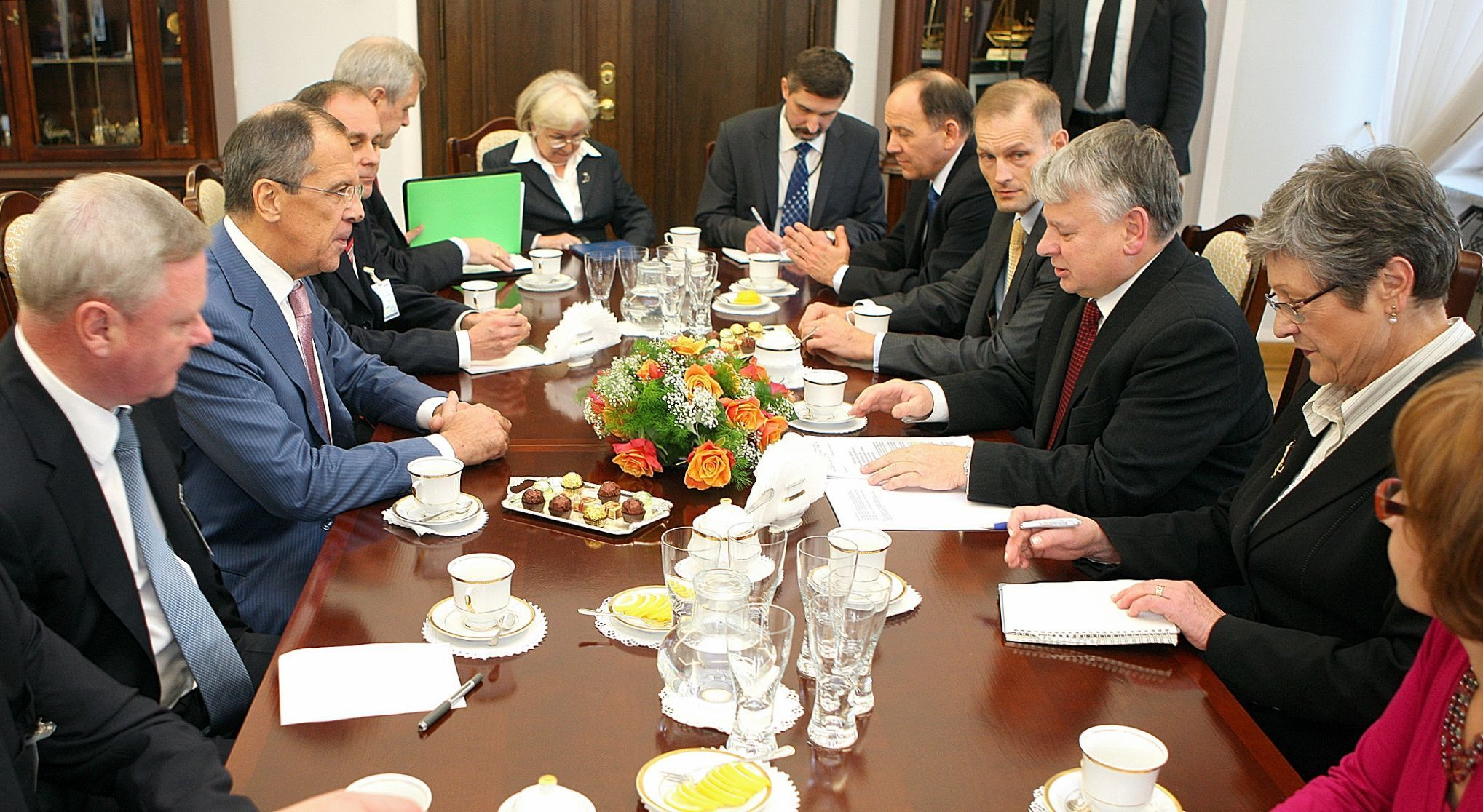
Marszałek Senatu Bogdan Borusewicz w trakcie spotkania z ministrem spraw zagranicznych Rosji Siergiejem Ławrowem, 2010

W roku 2007 władzę objęła Platforma Obywatelska na czele z premierem Donaldem Tuskiem. Powstały rząd podjął działania na rzecz poprawy stosunków z Rosją. Polska wycofała weto na rozmowy Rosji dotyczące jej przyłączenia się do OECD; ogłosiła, że wycofa weto w sprawie negocjacji dot. PCA-2, jeżeli Rosja wycofa embargo na import produktów mięsnych i roślinnych. Wkrótce osiągnięto porozumienie ws. produktów roślinnych i mięsa nieprzetworzonego. W 2008 roku Polska i Szwecja przedstawiły projekt utworzenia „Partnerstwa Wschodniego”, który miał zwiększyć zaangażowanie UE w demokratyczne przemiany w Armenii, Azerbejdżanie, Białorusi, Gruzji, Mołdawii i na Ukrainie. Partnerstwo Wschodnie oficjalnie weszło w życie w 2009 r. Program został skrytykowany przez Kreml podczas szczytu UE – Rosja w maju 2009. Rosja zarzuciła wtedy niektórym państwom „próby wykorzystania tej struktury jako partnerstwa przeciwko Rosji”.
1 września 2009 na Westerplatte miały miejsce obchody rozpoczęcia II wojny światowej, na których pojawił się rosyjski premier Władimir Putin. Wystosował on list do Polaków, w którym pisał o współpracy i pojednaniu. W czasie uroczystości wygłosił przemówienie. Aby rozliczyć się z przeszłością premierzy obu stron postanowili utworzyć dwie instytucje: polską i rosyjską, które miały zająć się badaniem i wyjaśnieniem trudnych momentów w historii obu narodów. Ponadto rozpoczęto odtajnianie archiwów obu państw. Wznowiono kontakty szefów sztabów sił zbrojnych Polski i Rosji, które zawieszono pod koniec lat 90. Pierwszym krokiem był rozwój wojskowej współpracy przygranicznej.
Katastrofa z 10 kwietnia 2010 r. postawiła relacje pomiędzy państwami w trudnej sytuacji. Tuż po katastrofie w obliczu tragedii wydawało się, że można liczyć na pojednanie między oboma narodami i państwami. Prezydent Rosji Dmitrij Miedwiediew ogłosił dzień 12 kwietnia dniem żałoby narodowej w Rosji. Ponadto rosyjski prezydent uczestniczył w pogrzebie Lecha i Marii Kaczyńskich. Wraz z upływem czasu narastało napięcie związane z ustaleniem przyczyn katastrofy. Końcowe raporty komisji rosyjskiej i polskiej różniły się bowiem od siebie. Na początku stycznia 2011 rosyjski Międzypaństwowy Komitet Lotniczy ogłosił swój raport, w którym całą winę za tragedię przypisał stronie polskiej. Władze polskie uznały ów wniosek za niekompletny i kontynuowały pracę nad własnym wnioskiem pod nadzorem ministra Jerzego Millera. 29 lipca ogłoszono wyniki prac. Raport wskazywał, że główną winę ponosi strona polska i złe warunki pogodowe, ale także rosyjscy kontrolerzy na lotnisku w Smoleńsku. Nie zakończyło to jednak sporu na polskiej scenie politycznej. Zespół parlamentarny ds. Zbadania przyczyn katastrofy Tu-154 M z 10 kwietnia 2010 roku, opracowywał wiele hipotez różniących się od raportu tzw. komisji Millera. Kwestią sporną między Polską a Rosją okazała się też kwestia zwrócenia Polsce wraku rządowego samolotu, a także odpowiedniego zabezpieczenia wraku przed niszczącym wpływem warunków atmosferycznych. Ostatecznie wrak zabezpieczono wiatą dopiero w 2012 roku.
W 2010 opublikowano odtajnione dokumenty w sprawie katyńskiej. W maju 2010 prezydent Dmitrij Miedwiediew przekazał stronie polskiej część (67 tomów) dokumentów na temat Katynia. 26 listopada rosyjska Duma przyjęła uchwałę „O tragedii katyńskiej i jej ofiarach”, uznając zbrodnię katyńską za zbrodnię reżimu stalinowskiego.
W grudniu 2010 miała miejsce wizyta prezydenta Miedwiediewa w Polsce.

### Lata 2010–2015
Po 2010 roku przyczyną napięć w stosunkach dwustronnych stało się wyjaśnienie przyczyn katastrofy smoleńskiej. Międzypaństwowy Komitet Lotniczy (organ Wspólnoty Niepodległych Państw) nie uwzględnił uwag polskiej komisji Millera. Ponadto strona rosyjska nie przekazała także wraku samolotu. Innym obszarem problemowym były wciąż kwestie energetyczne (m.in. w kontekście wspieranych przez Polskę działań mających na rzecz wprowadzenia jednolitego ustawodawstwa energetycznego w Unii Europejskiej skutkującym zastosowaniem zasady rozdziału między sprzedawcą gazu a operatorem gazociągu). Na dwustronne stosunki wpływały także różne poglądy związane z budową przez USA i NATO elementów systemu obrony antyrakietowej oraz odmienne wizjami przyszłości krajów dawnego ZSRR (m.in. Ukrainy, Białorusi i Gruzji).
W grudniu 2011 ministrowie spraw zagranicznych obu państw podpisali umowę o małym ruchu granicznym między obwodem królewieckim a częścią województwa pomorskiego i warmińsko-mazurskiego. W tym samym roku zainaugurowano także nowy format współpracy trójstronnej z udziałem Niemiec, Polski i Rosji – Trójkąt Kaliningradzki.
Po rosyjskiej aneksji Krymu i rozpoczęciu działań separatystycznych w Donbasie w 2014 roku, stosunki polsko-rosyjskie uległy pogorszeniu. Kontakty polityczne i handlowe zostały ograniczone. Pojawiły się także kolejne spory wokół kwestii historycznych.

### Lata 2015–2022
Jesienią 2015 roku władzę w Polsce przejął obóz „zjednoczonej prawicy” pod przywództwem Prawa i Sprawiedliwości. Wśród głównych założeń polskiej polityki zagranicznej realizowanej przez rząd PiS na kierunku rosyjskim należy wymienić: 
- kształtowanie stosunków z Rosją w oparciu o zasady prawa międzynarodowego, konstruktywnego dialogu i poszanowania umów bilateralnych
- wyjaśnienie katastrofy smoleńskiej, zwrot wraku samolotu oraz ostateczne odtajnienie archiwów rosyjskich na temat zbrodni stalinowskich jako warunek odbudowy zaufania między Polską a Rosją
- utrzymanie kontaktów na szczeblu roboczym i kanałów komunikacyjnych z władzami rosyjskimi w celu rozwiązywania konkretnych problemów
- rozwój dialogu społecznego, kontaktów międzyludzkich oraz współpracy kulturalnej i ekonomicznej a także wznowienie prac Polsko-Rosyjskiej Grupy do Spraw Trudnych[16].

Jednocześnie istotnym elementem polityki rządu PiS stało się uniezależnienie się Polski od dostaw surowców energetycznych z Rosji oraz wzmocnienie bezpieczeństwa w kontekście agresywnej polityki rosyjskiej.
Kontakty polityczne opierały się głównie na sporadycznych spotkaniach na szczeblu ministrów i wiceministrów spraw zagranicznych. Przedmiotem różnic były kwestie polityki historycznej, polityki bezpieczeństwa oraz ocena sytuacji na Ukrainie.

### Od 2022
Polska jednoznacznie potępiła inwazję Rosji na Ukrainę. Jednocześnie udzieliła Ukrainie pomocy zbrojeniowej, finansowej i humanitarnej. Ponadto Polska zabiegała na forum Unii Europejskiej o zaostrzenie sankcji przeciwko Rosji.
W kwietniu 2022 roku Rosja wstrzymała dostawy gazu ziemnego gazociągiem jamalskim z powodu odrzucenia przez stronę polską żądania płatności w rublach, zaś w następnym miesiącu polski rząd wypowiedział umowę gazową z Rosją. Pełnomocnik rządu do spraw strategicznej infrastruktury energetycznej minister Piotr Naimski ogłosił zakończenie polsko-rosyjskich relacji gazowych.
Od 2022 roku w Rosji obserwuje się systematyczny proces niszczenia polskich miejsc pamięci represji politycznych.
W grudniu 2022 roku Sejm RP uznał Rosję za państwo wspierające terroryzm i stosujące środki terroru.
Rosja krytycznie odniosła się do decyzji podjętej w kwietniu 2023 roku przez Komisję Standaryzacji Nazw Geograficznych poza Granicami Rzeczypospolitej Polskiej na mocy której jako nazwy miasta zaleca się stosowanie w języku polskim tradycyjnej nazwy Królewiec zamiast Kaliningrad (i konsekwentnie nazwy obwodu królewieckiego w miejsce obwodu kaliningradzkiego).
8 lutego 2024 roku Putin udzielił wywiadu amerykańskiemu dziennikarzowi Tuckerowi Carlsonowi, w którym obarczył Polskę odpowiedzialnością za wybuch II wojny światowej.
W maju 2024 roku premier Donald Tusk zapowiedział program Tarcza Wschód przewidujący inwestycje w ufortyfikowanie granicy z Rosją i Białorusią.
W grudniu 2024 roku władze rosyjskie zdecydowały o zamknięciu polskiego konsulatu w Petersburgu, wcześniej władze polskie cofnęły zgodę na funkcjonowanie konsulatu rosyjskiego w Poznaniu.

### Wizyty prezydentów Rosji w Polsce

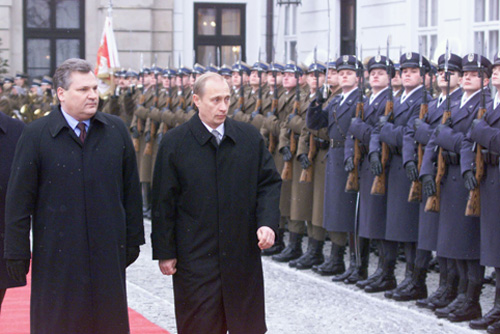
Prezydenci Aleksander Kwaśniewski i Władimir Putin podczas ceremonii powitania, 2002

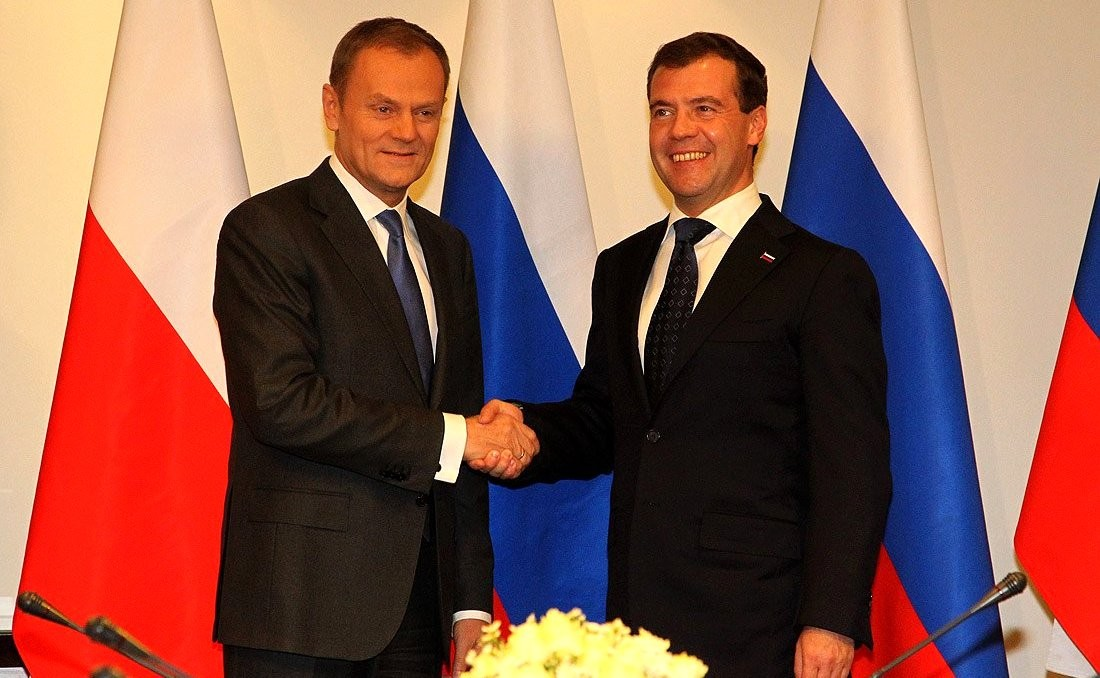
Prezydent Dmitrij Miedwiediew i premier Donald Tusk podczas spotkania w Warszawie, 2010

| Prezydent           | Data                | Miasto          | Program |
| ------------------- | ------------------- | --------------- | --- |
| Boris Jelcyn        | 24-26 sierpnia 1993 | Warszawa        | Spotkanie z prezydentem Lechem Wałęsą. Podpisanie deklaracji warszawskiej. Złożenie wieńca pod pomnikiem katyńskim.                                        |
| Władimir Putin      | 16-17 stycznia 2002 | Warszawa Poznań | Spotkanie z prezydentem Aleksandrem Kwaśniewskim i premierem Leszkiem Millerem. Udział w II Międzynarodowym Forum Gospodarczym Polska-Rosja w Poznaniu.    |
| Władimir Putin      | 26-27 stycznia 2005 | Oświęcim        | Udział w uroczystościach w obozie zagłady Auschwitz-Birkenau.                                                                                              |
| Dmitrij Miedwiediew | 18 kwietnia 2010    | Kraków          | Udział w uroczystościach pogrzebowych Lecha Kaczyńskiego. Spotkanie z pełniącym obowiązki prezydenta Bronisławem Komorowskim i premierem Donaldem Tuskiem. |
| Dmitrij Miedwiediew | 6-7 grudnia 2010    | Warszawa        | Spotkanie z prezydentem Bronisławem Komorowskim i premierem Donaldem Tuskiem. Udział w V Polsko-Rosyjskim Forum Dialogu Obywatelskiego.                    |

## Działania dezinformacyjne i propagandowe
Polska jest jednym z krajów objętych działaniami dezinformacyjnymi i propagandowymi Rosji. Mają one na celu szerzenie nastrojów paniki, niepewności i strachu, wytworzenie chaosu informacyjnego oraz podważanie zaufania do władz państwowych.
Do elementów działań dezinformacyjnych i propagandowych wymierzonych w Polskę zalicza się:
- kształtowanie negatywnego wizerunku Polski w świadomości społeczeństwa rosyjskiego
- zarzucanie postaw rusofobicznych i ksenofobicznych w polskim społeczeństwie
- agresywną propagandę historyczną, w tym zrzucanie odpowiedzialności na Polskę za wybuch II wojny światowej
- podsycanie nastrojów antyukraińskich, antyeuropejskich i antynatowskich
- manipulowanie informacjami dotyczącymi przebiegu pandemii COVID-19
- manipulowanie informacjami dotyczącymi obronności i współpracy sojuszniczej

W latach 2019–2020 rosyjski dyktator kilkukrotnie oskarżał Polskę o współodpowiedzialność za wydarzenia, które doprowadziły do wybuchu II wojny światowej i współpracę z III Rzeszą. Jednocześnie usprawiedliwiał politykę ZSRR.
Po rozpoczęciu inwazji na Ukrainę rosyjska propaganda wykorzystuje również temat kryzysu uchodźczego oraz inflacji. Pojawiły się także groźby „przywrócenia kontroli” i „wchłonięcia” Polski do Rosji oraz oskarżenia o chęć zagarnięcia przez Polskę zachodnich części Ukrainy.

## Placówki dyplomatyczne i konsularne

### Polskie
- Ambasada RP w Moskwie
- Konsulat Generalny Rzeczypospolitej Polskiej w Irkucku
- Konsulat Generalny Rzeczypospolitej Polskiej w Królewcu
- Konsulat Generalny Rzeczypospolitej Polskiej w Sankt Petersburgu (do 2025)
- Agencja Konsularna Rzeczypospolitej Polskiej w Smoleńsku (do 31 sierpnia 2023)

### Rosyjskie
- Ambasada Rosji w Polsce
- Konsulat Generalny Rosji w Gdańsku
- Konsulat Generalny Rosji w Krakowie
- Konsulat Generalny Rosji w Poznaniu (do 2024)